# Półwysep Wirginia
Półwysep Wirginia (ang. Virginia Peninsula) – półwysep położony w amerykańskim stanie Wirginia. Półwysep otoczony jest od północnego wschodu rzeką York, od wschodu zatoką Chesapeake, od południa zatoką Hampton Roads oraz od południowego zachodu rzeką James. Południowa część półwyspu należy do obszaru metropolitalnego Norfolk-Virginia Beach-Portsmouth, na terenie którego mieszka około 1,6 miliona ludzi.

## Historia

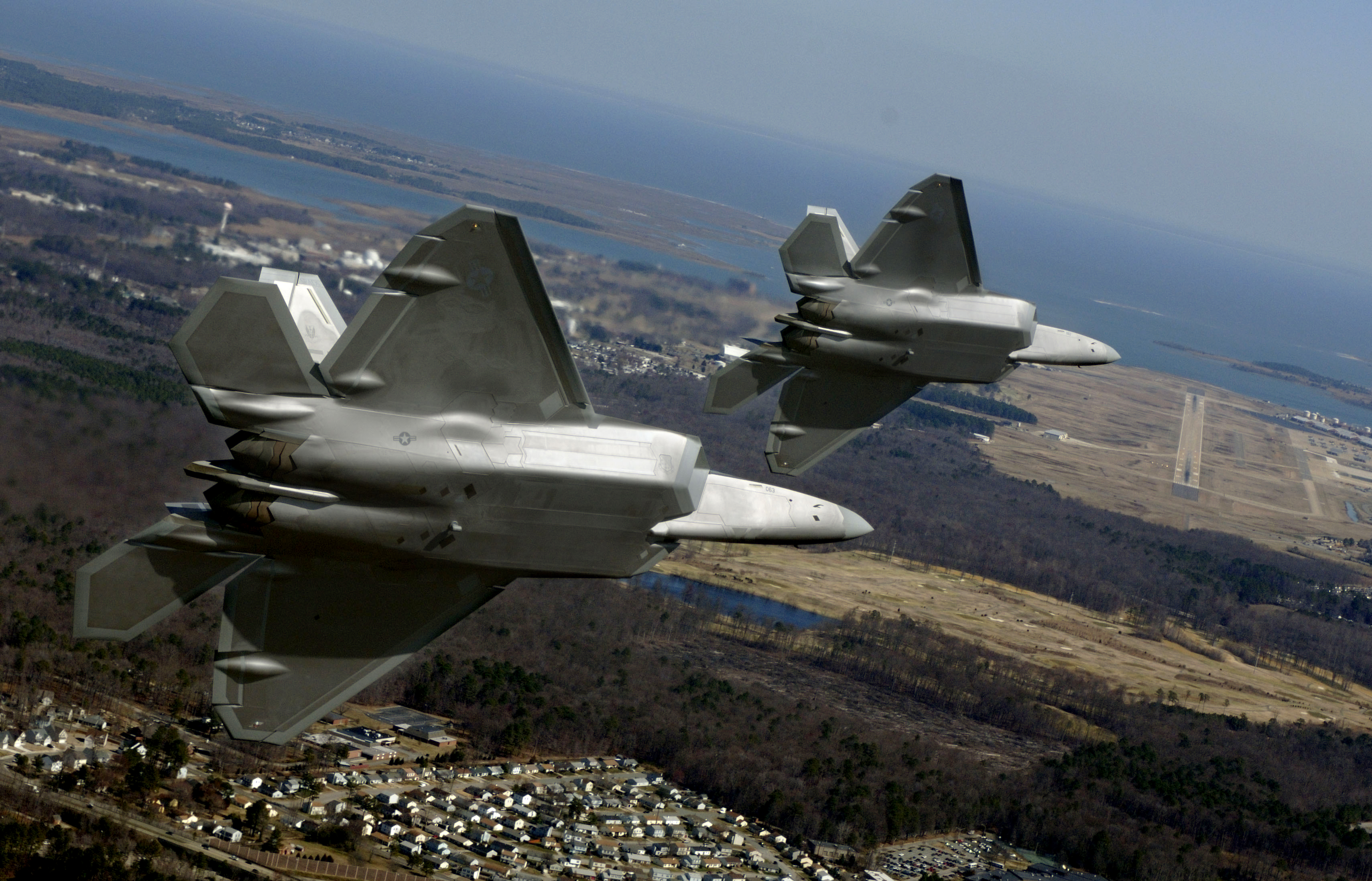
Dwa samoloty F-22A podchodzące do lądowania w bazie lotniczej Langley

Półwysep ma bogatą historię. Powstała na nim pierwsza stała osada angielskich kolonistów, Jamestown (Kolonia Wirginia). Na nim doszło również do decydującej bitwy podczas wojny o niepodległość Stanów Zjednoczonych, oblężenia Yorktown w 1781 roku.
W czasie wojny secesyjnej, w 1862 roku na półwyspie miała miejsce kampania półwyspowa, której celem było zdobycie stolicy konfederatów, Richmond. U ujścia rzeki James miała miejsce bitwa w zatoce Hampton Roads, pierwsze w historii starcie okrętów pancernych.
W dwudziestym wieku na półwyspie ustanowiono liczne bazy wojskowe. Znajduje się tu między innymi baza lotnicza Langley, fort Eustis oraz baza marynarki wojennej Yorktown.